# Per-Anders Ring
Per-Anders Roland Ring, född 9 augusti 1978 i Åmål, är en svensk filmregissör och  manusförfattare. 
Ring är utbildad vid Polska nationella filmskolan i Łódź och var den förste studenten i skolans historia att debutera som teaterregissör vid stadsteatern i Łódź. Han regisserade Lars Noréns Modet att döda.

## Filmografi

### Regi
- 1993 – T2 (även manus)
- 1993 – Coatman (även manus)
- 1994 – Rasism (även manus)
- 1994 – Ett barns vardag
- 1999 – Prinsessan (även manus)
- 1999 – Ljuset som faller över henne (även manus)
- 2000 – Levande ljus
- 2001 – Höstvägen
- 2002 – Daj mi buzi (även manus)
- 2002 – Drömmar
- 2003 – Masker (även manus)
- 2004 – Samtal om Evert (även manus)
- 2004 – John (även manus)
- 2006 – Zamek (även manus)
- 2010 – Kaffe i Gdansk

### Manus
Utöver ovanstående har Ring även skrivit manus till:
- 2002 – Marzenie